# Cierra Runge
Cierra Runge (West Chester, Estados Unidos, 7 de marzo de 1996) es una nadadora especialista en estilo libre. Fue olímpica en los Juegos Olímpicos de Río de Janeiro 2016 donde consiguió la medalla de oro en la prueba de 4x200 metros libres tras nadar las series eliminatorias.
Se proclamó campeona mundial de 4x200 metros libres en el año 2015 y 2017 tras nadar en las pruebas eliminatorias.

## Palmarés internacional
| Juegos Olímpicos               | Juegos Olímpicos         | Juegos Olímpicos | Juegos Olímpicos |
| Año                            | Lugar                    | Medalla          | Prueba           |
| ------------------------------ | ------------------------ | ---------------- | ---------------- |
| 2016                           | Río de Janeiro ( Brasil) | Medalla de oro   | 4x200 m libres   |
| Campeonato Mundial de Natación |                          |                  |                  |
| 2015                           | Kazán ( Rusia)           | Medalla de oro   | 4x200 m libres   |
| 2017                           | Budapest ( Hungría)      | Medalla de oro   | 4x200 m libres   |